# Крошка Цахес, по прозванию Циннобер
«Кро́шка Ца́хес, по прозва́нию Цинно́бер» (нем. «Klein Zaches, genannt Zinnober», нем. Zinnober — киноварь) — сказочная повесть-гротеск немецкого романтика Э. Т. А. Гофмана.

## Сюжет
Действие книги происходит в небольшом вымышленном германском княжестве. Некогда, при князе Деметрии, оно представляло идиллический, пасторальный уголок, и в нём поселилось множество фей. После смерти Деметрия, его сын, Пафнутий, по наущению своего первого министра, ввёл Просвещение, в ходе которого имущество фей было конфисковано, и большинство из них было изгнанно из страны. Основные события происходят уже после смерти Пафнутия, во времена его потомка Барсануфа.
Розабельверде, одна из фей, которой позволено было остаться в княжестве, во время прогулки видит бедную крестьянку, фрау Лизу. У Лизы родился уродливый, похожий на альрауна, а также умственно и душевно недоразвитый ребёнок, малыш Цахес. Из жалости фея накладывает на Цахеса заклинание, из-за которого большинство людей, преимущественно филистеры, перестаёт замечать его уродство. Теперь люди тянутся к нему. Любое достойное похвалы дело, совершённое в его присутствии, приписывается ему, Цахесу. И наоборот, стоит ему сделать что-либо отвратительное или постыдное (а на другие поступки он редко способен), — в глазах присутствующих сделавшим мерзость кажется кто-то другой; чаще всего тот, кто больше всех пострадал от выходки Циннобера. Очарованный Цахесом местный пастор берёт мальчика себе на воспитание.
Действие переносится на десятилетие с лишним вперёд. Выросший Цахес, сменивший своё прежнее имя на новое — Циннобер, благодаря дару доброй феи очаровывает профессора Моша Терпина (одержимого своеобразным видением «Германского духа») и его дочь Кандиду. Только влюблённый в Кандиду меланхоличный студент Бальтазар видит истинный облик злодея. Этой же способностью Гофман наделяет и представителей искусства — скрипача Сбьокку и певицу Брагацци, а также чужестранцев. Позже к ним присоединяются друзья Бальтазара Фабиан и Пульхер. Цахес-Циннобер не теряет времени даром и, пользуясь чужими успехами, быстро делает карьеру при дворе Барсануфа и собирается жениться на Кандиде.
Попытки Бальтазара остановить карлика приводят его к Просперу Альпанусу, одному из переживших реформы Пафнутия магов. Тому удаётся узнать тайну могущества Циннобера. Розабельвельде приезжает к Альпанусу, где между ними происходит поединок. Магу удаётся одержать победу, разбив волшебный гребень, которым фея периодически обновляла заклинание. После этого Бальтазар, следуя указаниям Альпануса, вырывает у Цахеса три огненных волоска, в которых заключается его могущество, и сжигает их. Принимаемый теперь одними за альрауна, а другими — за обезьяну, Цахес пытается скрыться в своём прекрасном дворце, но тонет там в ночном горшке с нечистотами.
Благодаря магии Альпануса, мёртвый Цахес всё ещё кажется людям красавцем, и его хоронят со всеми почестями. Барсануф встречает Лизу, торгующую теперь луком. Её товар так нравится ему, что он назначает её поставщицей княжеского двора, позволяя ей наконец выбраться из нужды.
Бальтазар женится на Кандиде. Проспер Альпанус покидает страну по делам, оставляя своё поместье и прочее имущество молодожёнам.

### Персонажи
- Крошка Цахес, по прозванию Циннобер — сын бедной крестьянки, уродец, одарённый феей Розабельверде магической силой привлекать к себе людей и присваивать себе чужие заслуги. Согласно описанию, у него старческое лицо в морщинах, которое «незоркий глаз, пожалуй, не различил бы», длинный острый нос, сверкающие чёрные глаза, прямо от груди растут паучьи ножки, голова утопает в плечах[1], волосы каштановые[2]. Сравнивается со «странной коряжкой», половинкой редьки[1]. В 3 года рост был «от силы две пяди»[1], а взрослым был всего три фута роста. До чар феи не говорил, а мурлыкал как кошка. Является намёком Гофмана на богатого коммерсанта Грепеля, ставшего супругом его возлюбленной Юлии[3]. В развязке романа погибает, утонув в ночном горшке.
- Бальтазар — студент Керепесского университета, романтик.
- Фабиан — друг Бальтазара, студент, реалист, весёлый человек. Не поверил в магию, за что был наказан Проспером Альпанусом, удлинившим фалды его фрака, что выставило того на посмешище.
- Мош Терпин — профессор естественных наук Керепесского университета, лекции которого посещает Бальтазар.
- Кандида — дочь Моша Терпина, возлюбленная Бальтазара.
- Фея Розабельверде — фея, одарившая крошку Цахеса магической силой.
- Проспер Альпанус — странствующий маг.
- Пафнутий — князь, помешанный на введении просвещения в стране.
- Барсануф — потомок Пафнутия, правитель княжества во время основных действий книги. По утверждению Альпануса, к магии относится нейтрально.
- Лиза — мать Цахеса, бедная крестьянка. Жаловалась на нищету и уродливое дитя, не ценив его до самой его смерти.

## Культурное влияние
- Образ Крошки Цахеса был использован для пародирования Владимира Путина в программе НТВ «Куклы». При этом роль феи была отведена владельцу канала ОРТ Борису Березовскому.
- Роль Крошки Цахеса была сыграна в шоу «Трансляция Оттуда» (38 выпуск).
- Крихітка Цахес (Крошка Цахес) — украинская рок-группа.
- В 1990 году кинодраматург Владимир Карев в сценарии в жанре фэнтези «Меморандум о «Крошке Цахес по прозванию Циннобер»[4] Эрнста-Теодора-Амадея Гофмана впервые в изящной словесности сравнил режим, установленный литературным персонажем Цахесом, с теневыми сторонами идеологической модели социализма.
- Роман Елены Чижовой «Крошки Цахес» (2000).
- Мультфильм «Гофманиада» Станислава Соколова (2018).
- В 2019 году в Московском драматическом театре им. М. Н. Ермоловой состоялась премьера фантастической трагикомедии «Крошка Цахес». Режиссёр — Кирилл Вытоптов. В роли Цахеса — российский актёр и режиссёр Василий Березин.
- 25 декабря 1983 года в ГДР на киностудии Deutsche Film AG (DEFA) по заказу телевидения ГДР вышел фильм «Zauber um Zinnober». Режиссёр: Целино Блайвайсс (Celino Bleiweiß). В роли Цахеса / Циннобера: Вальтер Херман (Walter Hermann). В СССР показан под названием «Ошибка старого волшебника». Основным отличием от книги является замена феи Розабельверде, заколдовавшей карлика, на старого волшебника Просперо, который в книге помог Бальтазару только разоблачить маленького злодея, лишив его магической силы.